# پوتندورف
پوتندورف (به آلمانی: Pottendorf) یک منطقهٔ مسکونی در اتریش است که در ناحیه بادن واقع شده‌است. پوتندورف ۶٬۰۶۴ نفر جمعیت دارد.

## خواهرخوانده
شهر سن لورنزو ایسونتینو خواهرخواندهٔ پوتندورف هست.